# Akka
Akka是一套开源工具和运行时，便于构建JVM上的并发应用和分布式应用。Akka支持多种并发编程模型，不过，由于受到Erlang启发，Akka尤其强调基于演员的并发模型。